# Kim Ryholt
Kim Steven Bardrum Ryholt (født 19 juni 1970) er professor i Ægyptologi ved faget Oldtidsstudier på  Københavns Universitet og er specialist i ægyptisk historie og litteratur. Han er ansvarlig for Papyrus Carlsberg Samlingen og det tilknyttede international forskningsprojekt siden 1999.